# Starý Harcov
Starý Harcov – część miasta ustawowego Liberec. Znajduje się we wschodniej części miasta. Zarejestrowanych jest tutaj 790 adresów i mieszka na stałe ponad 7 500 osób.